# Acer stachyanthum
Acer stachyanthum é uma espécie de árvore do gênero Acer, pertencente à família Aceraceae.